# Cunenaga Hasekura
Cunenaga Hasekura nebo také Cunenaga Rokuemon Hasekura (japonsky: 支倉常長, Hasekura Cunenaga, 1571 – 7. srpna 1622) byl japonský samuraj a vazal Masamune Dateho, daimjóa ze Sendai. Vedl diplomatickou misi do Mexika a do Evropy mezi lety 1613 a 1620, a poté se vrátil do Japonska. Byl prvním oficiálním japonským velvyslancem na americkém kontinentu a prvním kontaktem mezi Japonskem a Francií.
I když Hasekurova mise zanechala v Evropě velmi příznivý dojem, konala se v době, kdy Japonsko začalo stále více a více potlačovat křesťanství. Evropští monarchové, jako například král Španělska Filip III., proto odmítli uzavřít obchodní smlouvy, které jim Hasekura předkládal. V roce 1620 se Hasekura vrátil zpět do vlasti a o dva roky později zemřel. Jeho cesta přinesla jen velmi málo hmatatelných výsledků pro stále více se izolující Japonsko.

## Mládí
O životě Cunenagy Hasekury před jeho cestou do Evropy je známo jen málo. Snad jen to, že byl samurajem veteránem japonské invaze do Koreje pod vedením Tojotomi Hidejošiho v letech 1592 a 1597.

## Japonské kontakty se Španělskem
Po vzoru plaveb Andrése de Urdanety v 16. století začali Španělé přeplouvat Tichý oceán mezi Mexikem („Novým Španělskem“) a Čínou se zastávkou ve svých državách na Filipínách. Od roku 1571 se jejich základnou stala Manila.
Španělské lodě často díky špatnému počasí ztroskotávaly na březích Japonska a nechtěně tak podporovaly kontakty s touto zemí. Španělé rovněž toužili šířit v Japonsku křesťanskou víru, ale jejich snaha narážela na odpor jezuitů, kteří začali s evangelizací Japonska už v roce 1549, stejně tak jako Portugalců a Holanďanů, kteří si nepřáli konkurenci v obchodě s Japonskem.
V roce 1609 se španělská galeona San Francisco setkala se špatným počasím na cestě z Manily do Acapulca a ztroskotala na pobřeží prefektury Čiba poblíž Tokia. Námořníci byli zachráněni a dobře přijati a kapitán lodi, Rodrigo de Vivero, se setkal s Tokugawou Iejasuem.
29. listopadu 1609 byla podepsána smlouva, podle které mohli Španělé založit faktorii ve východním Japonsku, z Nového Španělska měli být přivezeni důlní specialisté, v naléhavém případě mohly španělské lodě navštěvovat Japonsko a ke španělskému dvoru měl být vyslán japonský velvyslanec.

## Přípravy na misi

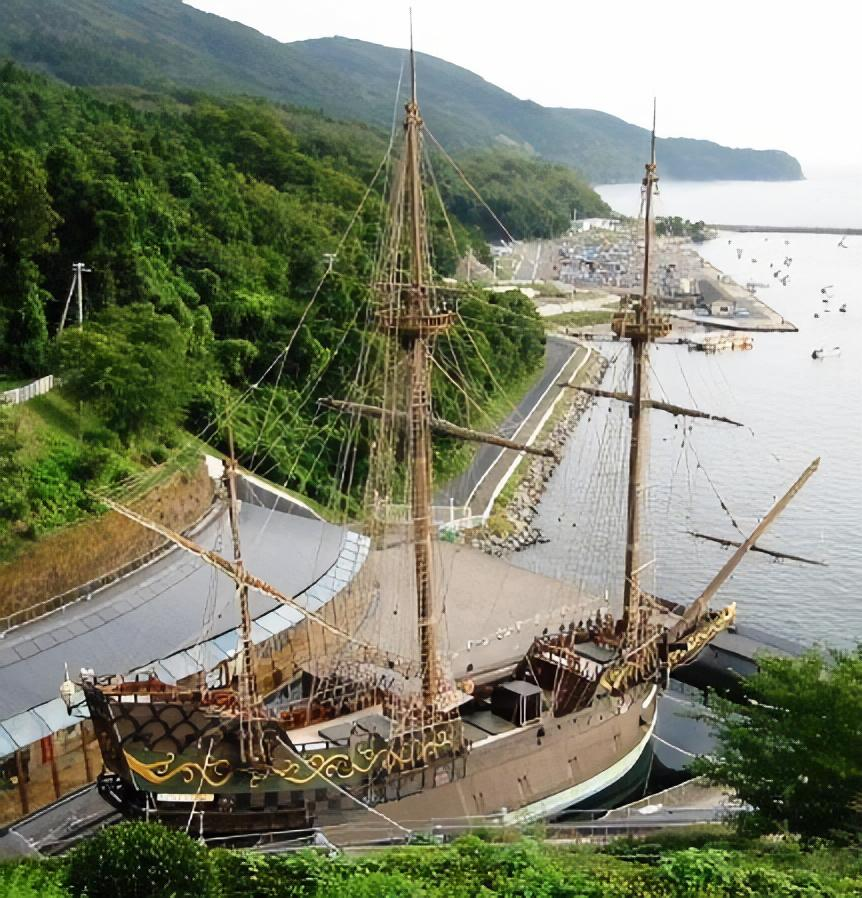
Replika v Japonsku postavené galeony San Juan Bautista v Išinomaki, Japonsko.

Františkánský mnich Luis Sotelo, který obracel Japonce na křesťanskou víru v oblasti Tokia, přesvědčil šóguna, aby ho poslal jako velvyslance do Nového Španělska (Mexika). V roce 1610 odplul do Mexika s vracejícími se španělskými námořníky a 22 Japonci na palubě San Buena Ventura, lodě postavené anglickým dobrodruhem Williamem Adamsem pro šóguna. V Novém Španělsku (Nueva España) se Luis Sotelo setkal s místokrálem Luisem de Velazco, který souhlasil, že vyšle do Japonska jako velvyslance slavného objevitele Sebastiana Vizcaino. Ten měl navíc za úkol hledat bájné „Ostrovy zlata a stříbra“, o kterých se doufalo, že leží na východ od japonských ostrovů.
Vizcaino přijel do Japonska v roce 1611 a mnohokrát se setkal s šógunem a dalšími vysokými představiteli šógunátu. Tato setkání byla pokažena jeho nedostatkem respektu k japonským zvykům, vzrůstajícím odporem Japonců vůči katolické misijní činnosti a holandskými intrikami proti španělským ambicím. Vizcaino nakonec odplul hledat bájný „Ostrov stříbra“, ale narazil na špatné počasí a s poškozenou lodí se musel vrátit do Japonska.
Šógun se poté rozhodl pro stavbu japonské galeony, která by dopravila Vizcaina zpět do Nového Španělska společně s japonským velvyslancem.
Dohled nad stavbou a celou misí byl svěřen do rukou Masamune Dateho, daimjóa ze Sendai. Ten do čela diplomatické mise do Evropy jmenoval jednoho ze svých vazalů, Cunenagu Hasekura. Stavba galeony, Japonci pojmenované Date Maru a později Španěly přejmenované na San Juan Bautista, trvala 45 dní a účastnili se jí odborníci z Bakufu, 800 loďařů, 700 kovářů a 3 000 tesařů.

## Cesta přes Tichý oceán
28. října 1613 vyplula loď směrem do Acapulca v Mexiku s celkem 180 lidmi na palubě. Mezi nimi bylo 10 šógunových samurajů (poskytnutých ministrem pro námořnictvo Mukaiem Šógenem), 12 samurajů ze Sendai, 120 japonských obchodníků, námořníků a sloužících a asi 40 Španělů a Portugalců.
Loď připlula do Acapulca 25. ledna 1614 po třech měsících plavby a japonský velvyslanec byl přijat s velkými poctami. Cílem mise ale byla Evropa, a tak po několika měsících strávených v Mexiku se mise přesunula do Veracruz, aby se zde připojila k flotile Dona Antonia Oquenda. Flotila vyplula do Evropy 10. června. Hasekura musel větší část své skupiny nechat v Acapulcu, kde čekala na jeho návrat.

## V Evropě

### Španělsko

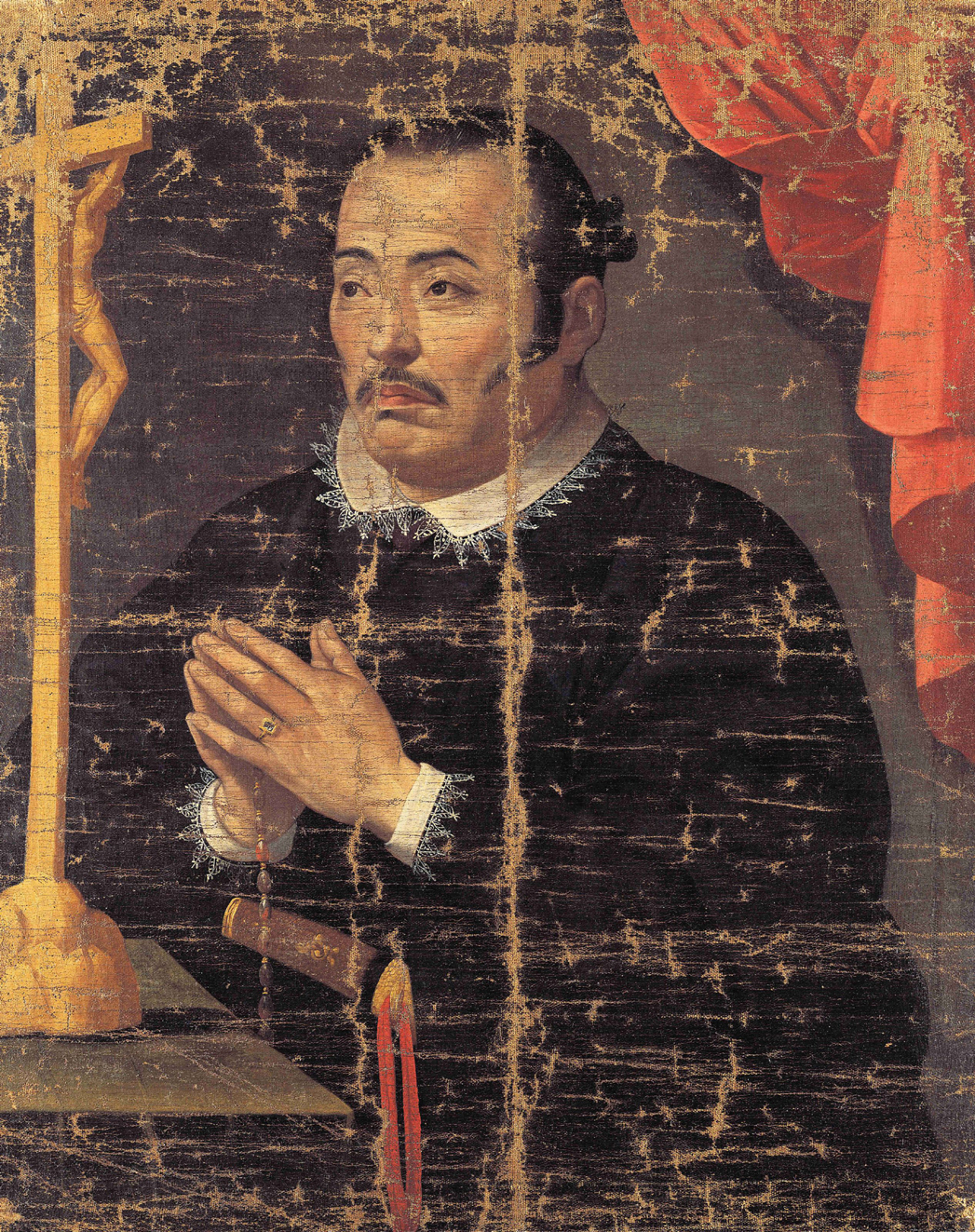
Modlící se Hasekura po své konverzi v Madridu v roce 1615.

Flotila připlula do Sanlucar de Barrameda 5. října 1614.
„Nakonec, po určitých nesnázích a bouřích, doplula flotila 5. října bezpečně do přístavu Sanlúcar de Barrameda, kde sídlící vévoda z Mediny upozornil Sidonii na jejich příjezd. Vyslal lodě, aby jim vzdaly poctu a aby je přivítaly a nařídil připravit skvostný příbytek pro velvyslance a jeho družinu.“ (Scipione Amati „Dějiny království Voxu“).
„Japonský velvyslanec Hasekura Rokuemon, vyslaný Joatem Masamunem, králem Boju, vstoupil do Sevilly ve středu 23. října 1614. Byl doprovázen 30 Japonci s meči, jejich velitelem a 12 lučištníky a halapartníky s pestrými kopími a slavnostními meči. Velitel doprovodu byl křesťan a jmenoval se Don Thomas, syn japonského mučedníka.“ (Library Capitular Calombina 84-7-19 Memorias…, fol.195).
Japonský velvyslanec se setkal se španělským králem Filipem III. v Madridu 30. ledna 1615. Hasekura předal králi dopis od Masamune Dateho stejně jako nabídku na uzavření obchodní smlouvy. Král odpověděl, že udělá vše, co bude moci, aby těmto požadavkům vyhověl.
Hasekura byl pokřtěn 17. února královým osobním kaplanem a přijal jméno Felipe Francisco Hasekura.

### Francie
Po cestě přes Španělsko odplul velvyslanec a jeho družina na palubě tří španělských fregat do Itálie. Kvůli špatnému počasí museli několik dní zůstat ve francouzském přístavu Saint Tropez, kde byli přijati místní šlechtou a způsobili malou senzaci mezi obyvateli města.
Podle záznamu v městské kronice byla návštěva japonského poselstva vedena „Philipem Francisem Faxicurou, velvyslancem k papeži od Date Masamunniho, krále Woxu v Japonsku“.
O jejich návštěvě bylo zaznamenáno mnoho barvitých podrobností:
„Nikdy se nedotýkají jídla svými prsty, místo nich používají dvě malé tyčky, které drží třemi prsty“.
„Smrkají do měkkých, jemných papírů velikosti ruky, které nikdy nepožijí dvakrát a po použití je odhazují na zem a byly udiveni, když se naši lidé sráželi, aby si je mohli vzít“.
„Jejich meče jsou tak ostré, že mohou rozetnout jemný papír tak, že jej položí na ostří a fouknou do něj“.
(„Vztahy paní ze St Troppez“, říjen 1615, Bibliotheque Inguimbertine, Carpentras).
Návštěva Cunenagy Hasekury v St Troppez v roce 1615 je první zaznamenaný případ styků mezi Francií a Japonskem.

### Itálie

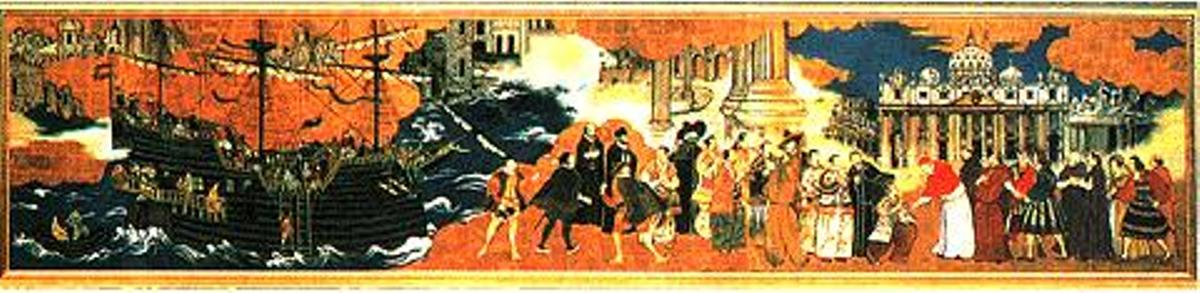
Návštěva Hasekury u papeže v Římě v roce 1615. Japonská malba ze 17. století.

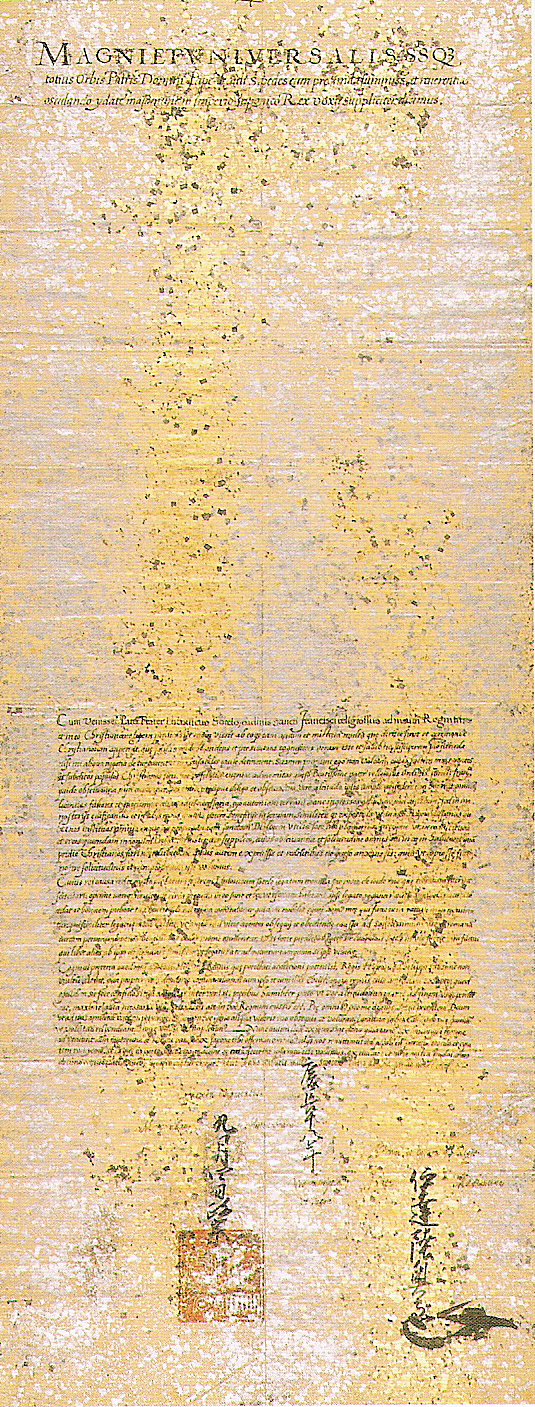
Letter of Date Masamune to the Pope, in Latin. 1613.

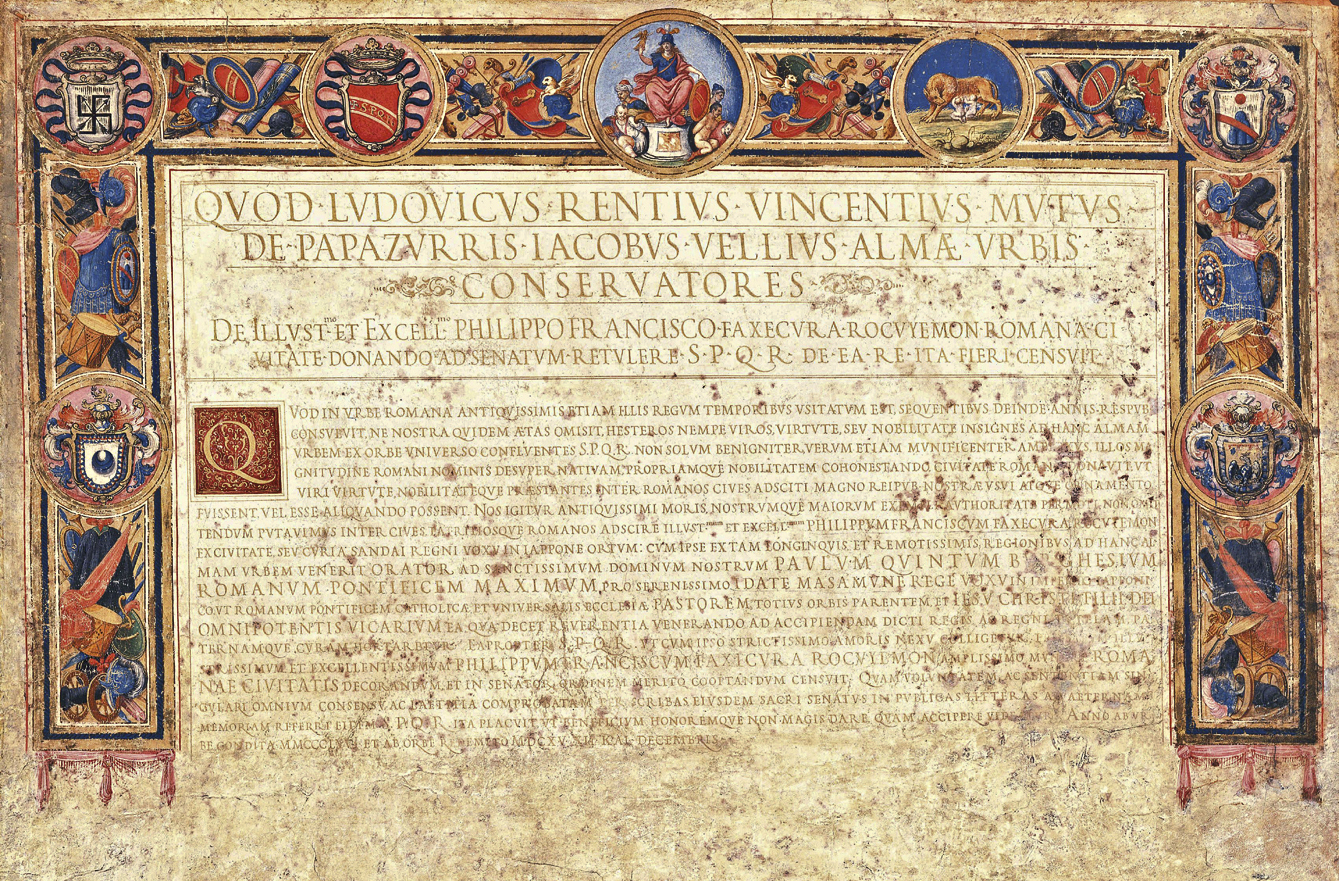
Občanství města Říma udělené „Hasekurovi Rokuemonovi“.

Japonské poselstvo pokračovalo do Itálie, kde mu bylo umožněno setkat se s papežem Pavlem V. v Římě v listopadu 1615. Hasekura předal papeži pozlacený dopis, který obsahoval žádost o uzavření obchodní smlouvy mezi Japonskem a Mexikem a o vyslání křesťanských misionářů do Japonska.
Papež souhlasil s vysláním misionářů, ale rozhodnutí o obchodě ponechal králi Španělska. Papež napsal dopis Masamune Dateovi, jehož kopie je stále k vidění ve Vatikánu.
Římský senát udělil Hasekurovi čestný titul „Římský občan“, příslušný dokument si Hasekura odvezl zpět do Japonska a dodnes je uchován v městě Sendai.
Italský spisovatel Scipione Amati, který doprovázel poselstvo v letech 1615 a 1616, vydal v Římě knihu nazvanou „Dějiny království Voxu“.
V roce 1616 francouzský vydavatel Abraham Savgrain vydal zprávu o Hasekurově návštěvě v Římě: „Récit de l'entrée solemnelle et remarquable faite à Rome, par Dom Philippe Francois Faxicura“ („Zpráva o slavném a pozoruhodném příjezdu Dona Philippe Francois Faxicura do Říma“).

### Druhá návštěva Španělska
Při druhé návštěvě Španělska se Hasekura opět setkal se španělským králem, který ale odmítl podepsat obchodní dohodu s poukazem na fakt, že japonští poslové nejsou oficiálními vyslanci vládce Japonska Tokugawy Iejasua. Ten navíc v lednu 1614 zveřejnil edikt, kterým nařídil všem misionářům opustit Japonsko a začal pronásledovat křesťany po celém Japonsku.
Hasekura a jeho družina odpluli ze Sevilly do Mexika v červnu 1617 po dvou letech strávených v Evropě. Několik Japonců zůstalo ve Španělsku a usadilo se ve městě Coria del Río poblíž Sevilly, kde jejich potomci dodnes nosí příjmení Japón.

## Návrat do Japonska

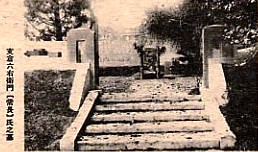
Hrob Hasekury Cunenagy v Enfukudži, Enčózan, Mijagi na pohlednici z počátku 20. století.

V dubnu 1618 San Juan Bautista připlula na Filipíny z Mexika s Hasekurou a Luisem Sotelem na palubě. Loď byla prodána místní španělské vládě, která ji využila při obraně proti Holanďanům. Hasekura se vrátil do Japonska v srpnu 1620.
V době, kdy se Hasekura vrátil zpět, prošlo Japonsko poměrně drastickou změnou: snaha o vymýcení křesťanství byla v plném proudu už od roku 1614 a Japonsko směřovalo k období izolace („Sakoku“). Kvůli těmto omezením byly obchodní dohody s Mexikem, které se pokoušel uzavřít, odmítnuty.
Zdá se, že jeho mise měla nakonec jen malé výsledky, ačkoliv jeho svědectví o moci Španělska a jeho koloniálních metodách mohlo urychlit rozhodnutí šóguna Tokugawy Hidetada přerušit obchodní vztahy se Španělskem v roce 1623 a diplomatické vztahy v roce 1624.
Co se stalo s Hasekurou není známo. Zprávy o jeho posledních letech jsou početné a rozporné. Někteří tvrdí, že se dobrovolně zřekl křesťanství, jiní, že byl pro svou víru ukřižován a další, že křesťanství praktikoval tajně. Zemřel v roce 1622 a jeho hrob je dodnes k vidění v buddhistickém chrámu Enfukudži (円長山円福寺) v Mijagi.